# Robert Pete Williams

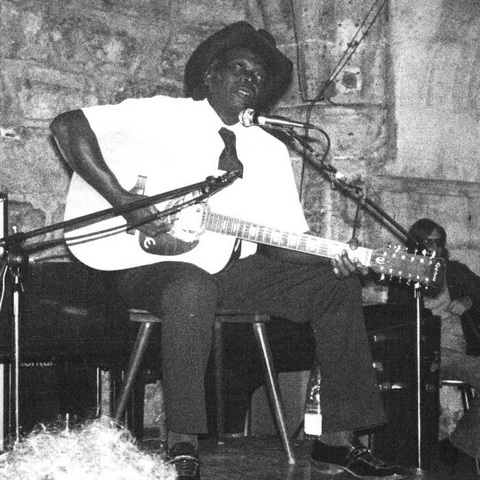
Robert Pete Williams

Robert Pete Williams (* 14. März 1914 in Zachary, Louisiana; † 31. Dezember 1980 in Rosedale, Louisiana) war ein US-amerikanischer Bluesgitarrist und -sänger, dessen Spielweise sich durch ungewöhnliche Gitarrenstimmungen und musikalische Strukturen auszeichnete. Seine Kompositionen handeln häufig von der Zeit, die er im Gefängnis verbracht hat. Sein Song „I've Grown So Ugly“ ist 1967 von Captain Beefheart auf dessen LP Safe as Milk, 2004 von den Black Keys gecovert worden.

## Leben
Williams’ Eltern waren ‚Sharecropper‘, auch er selbst verbrachte fast sein gesamtes Leben in der Gegend um Baton Rouge. Von den Musikethnologen Dr. Harry Oster und Richard Allen wurde er 1959 im Staatsgefängnis von Angola, Louisiana, ‚entdeckt‘, wo er eine lebenslange Strafe absaß, weil er 1956 einen Mann in einem örtlichen Club erschossen hatte (Williams selbst berief sich stets auf Notwehr). Oster und Allen nahmen Williams dabei auf, wie er Lieder über sein Gefängnisleben vortrug, und setzten sich für seine Begnadigung ein. Diese wurde relativ zügig gewährt, allerdings nur teilweise, so dass Williams zunächst nur unter der Auflage freikam, den Bundesstaat Louisiana nicht zu verlassen. Die vollständige Begnadigung erfolgte erst im Jahr 1964, so dass er sich erst danach außerhalb von Louisiana aufhalten durfte.
Inzwischen hatte sich sein Ruhm auf Grundlage der von Oster auf seinem neu gegründeten Plattenlabel ‚Louisiana Folklore Society‘ (1960 umbenannt in ‚Folk Lyric Records‘) herausgebrachten, später von Chris Strachwitz’ Arhoolie Records übernommenen Langspielplatten jedoch bereits so weit verbreitet, dass er für einen ersten Auftritt außerhalb von Louisiana auf dem im Juli 1964 stattfindenden Newport Folk Festival gebucht wurde. Williams begann anschließend, durch die Vereinigten Staaten zu touren, und spielte bei einer Reihe von Gelegenheiten zusammen mit anderen ‚wiederentdeckten‘ Bluesmusikern wie z. B. Mississippi Fred McDowell. Er setzte seine Konzert- und Festivalauftritte (u. a. auch auf den American Folk Blues Festivals 1966 und 1972 in Europa) bis in die späten 1970er Jahre fort, als seine Gesundheit sich zu verschlechtern begann.
Williams starb in Rosedale im Alter von 66 Jahren.